# Papakorito Falls
Die Papakorito Falls sind ein breiter Wasserfall im Gebiet des Te Urewera nördlich von Napier in der Region Hawke’s Bay auf der Nordinsel Neuseelands. Er liegt im Lauf des Aniwaniwa Stream, der unweit der Aniwaniwa Falls in den Lake Waikaremoana mündet. Seine Fallhöhe beträgt rund 20 Meter.
Vom Visitor Centre am New Zealand State Highway 38 von Wairoa nach Wai-O-Tapu führt ein einfach begehbarer Wanderweg in einer 20-minütigen Retourwanderung zum Wasserfall.